# Anna Kochanowska
Anna Kochanowska z domu Maciejowska (ur. 17 maja 1922 w Płocku, zm. 31 maja 2019 w Olsztynie) – polska dziennikarka radiowa, kierownik literacki Teatru im. Stefana Jaracza w Olsztynie, działaczka kulturalna i społeczna, posłanka na Sejm PRL VI i VII kadencji (1972–1980).

## Życiorys
Córka Cecylii i Zygmunta Maciejowskich. Podczas okupacji niemieckiej była robotnicą w Warszawie. W 1950 ukończyła studia w Państwowej Wyższej Szkole Teatralnej (wcześniej studiowała także w Państwowej Wyższej Szkole Sztuk Pięknych, której nie ukończyła). Pracowała jako inspektor teatrów w Ministerstwie Kultury i Sztuki. Była kierownikiem literackim Teatru im. Stefana Jaracza w Olsztynie oraz teatrów w Białymstoku i Grudziądzu. Od 1956 zatrudniona w Polskim Radiu. W 1959 została kierownikiem redakcji literackiej Polskiego Radia w Olsztynie. Pracowała jako wiceprzewodnicząca Komisji Kultury Wojewódzkiej Rady Narodowej (przez trzy kadencje jako członek dokooptowany spoza Rady z nominacji Wojewódzkiego Komitetu Stronnictwa Demokratycznego, w którego prezydium zasiadała od 1962). Działała społecznie w Lidze Kobiet oraz Towarzystwie „Pojezierze”, będąc członkiem jego zarządu głównego. W 1972 uzyskała mandat poselski w okręgu Olsztyn. Zasiadała w Komisjach Nauki i Postępu Technicznego oraz Kultury i Sztuki. W 1976 po raz kolejny znalazła się w Sejmie jako przedstawicielka tego samego okręgu. Była członkiem Komisji Kultury i Sztuki oraz Pracy i Spraw Socjalnych.
Odznaczona Krzyżem Kawalerskim Orderu Odrodzenia Polski, Złotym Krzyżem Zasługi, Medalem Komisji Edukacji Narodowej, Medalem 30-lecia Polski Ludowej, Odznaką 1000-lecia Państwa Polskiego, odznaką „Zasłużony Działacz Kultury” oraz złotą odznaką honorową „Zasłużony dla Warmii i Mazur”.
Została pochowana na cmentarzu komunalnym w Olsztynie.